# Xylena vetusta
Xylena vetusta là một loài bướm đêm thuộc họ Noctuidae. Nó được tìm thấy ở tây bắc Châu Phi qua châu Âu và châu Á tới miền trung Xibia. North, it is found tới Vòng cực và Iceland.
Sải cánh dài 52–65 mm. Con trưởng thành bay từ tháng 8 đến tháng 6.
Ấu trùng ăn various plants, bao gồm Rumex hydrolapathum, Centaurea, Iris, Cyperaceae và Polygonum.

## Hình ảnh

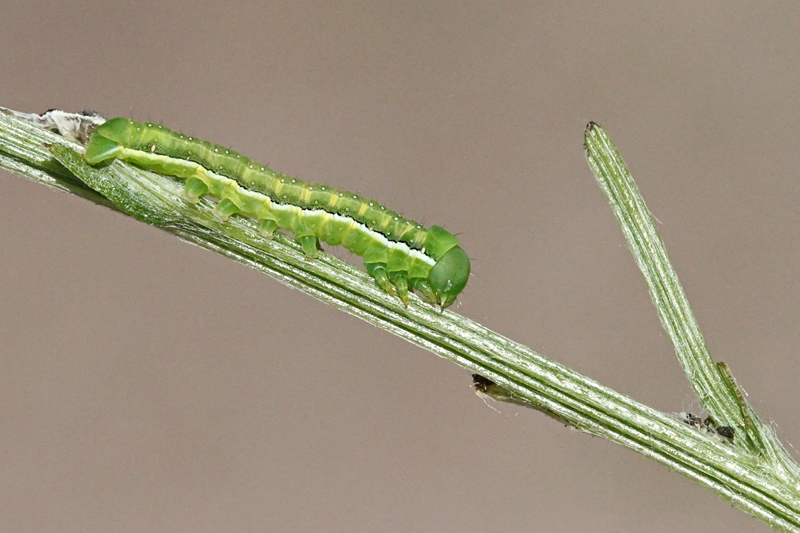
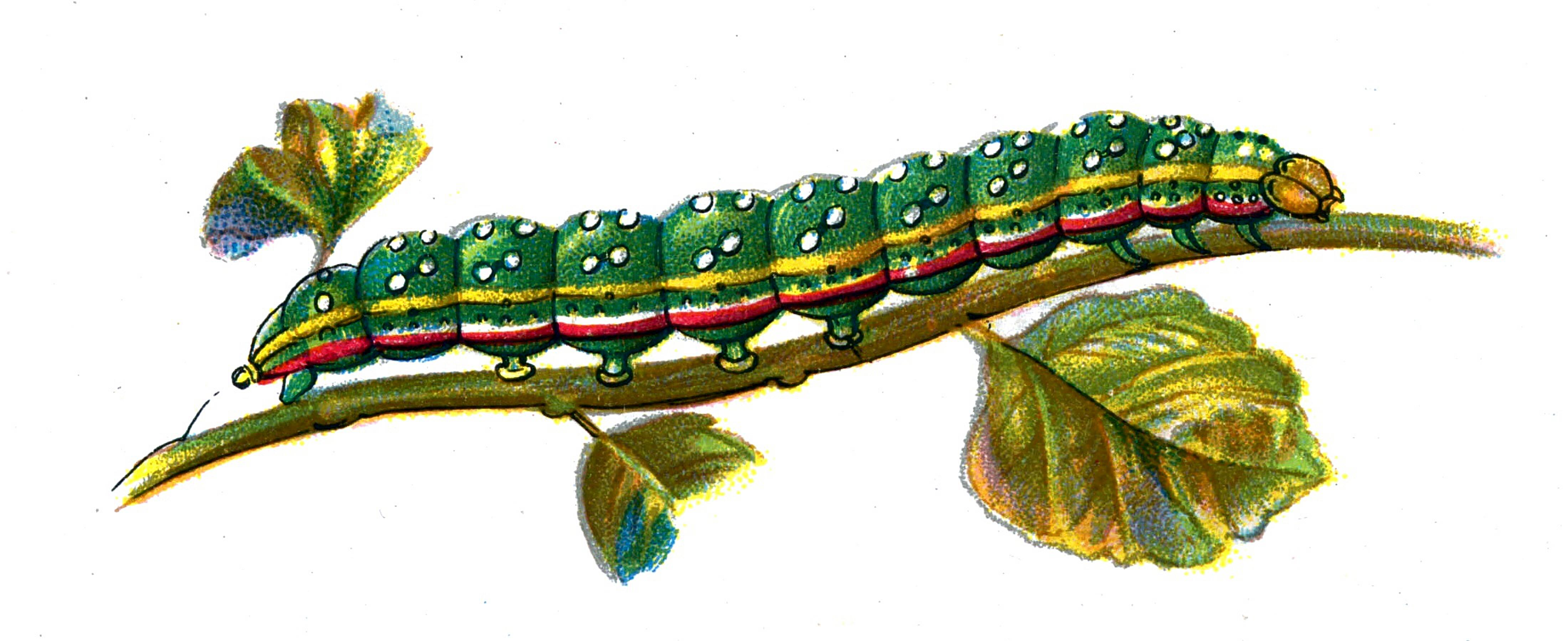
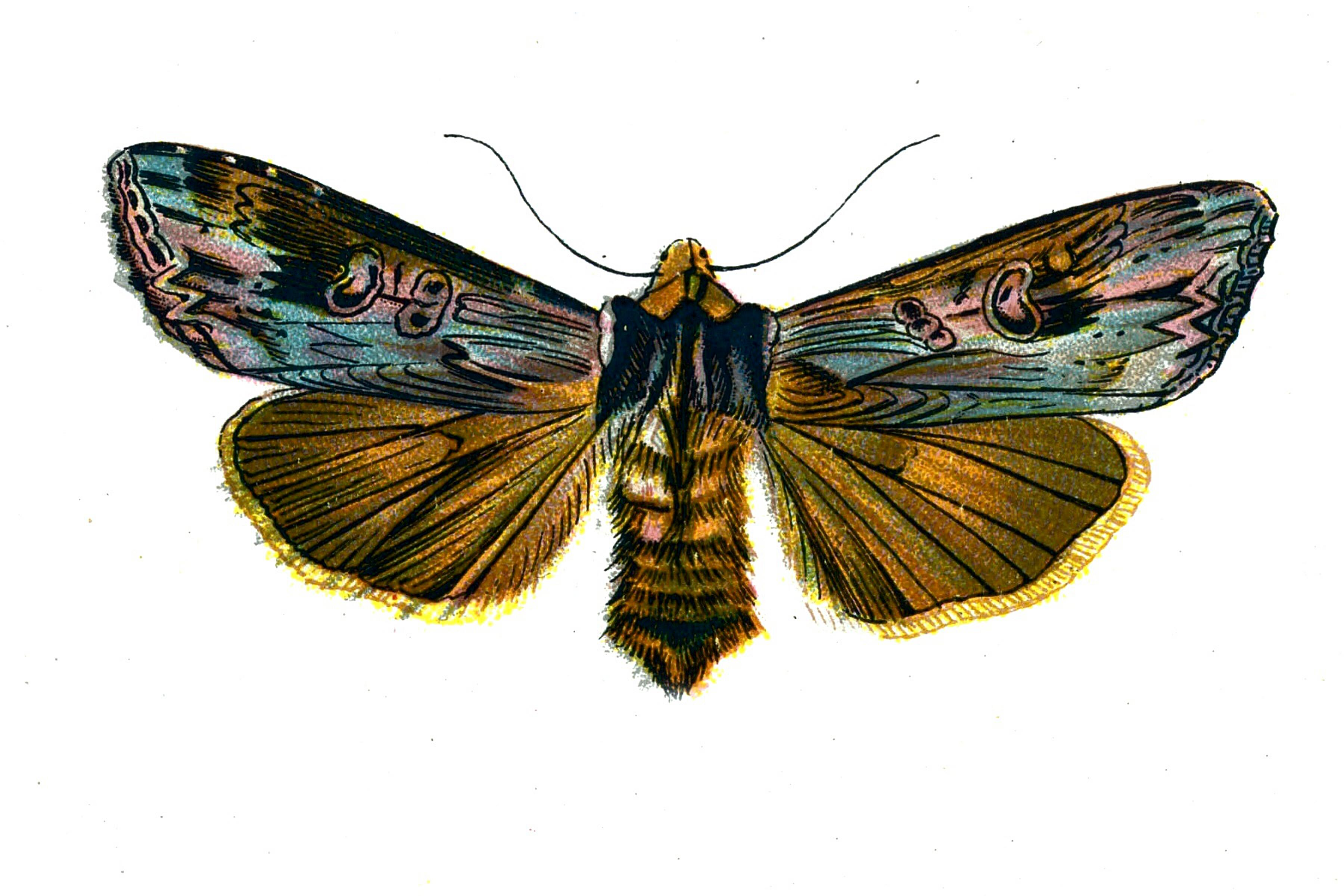
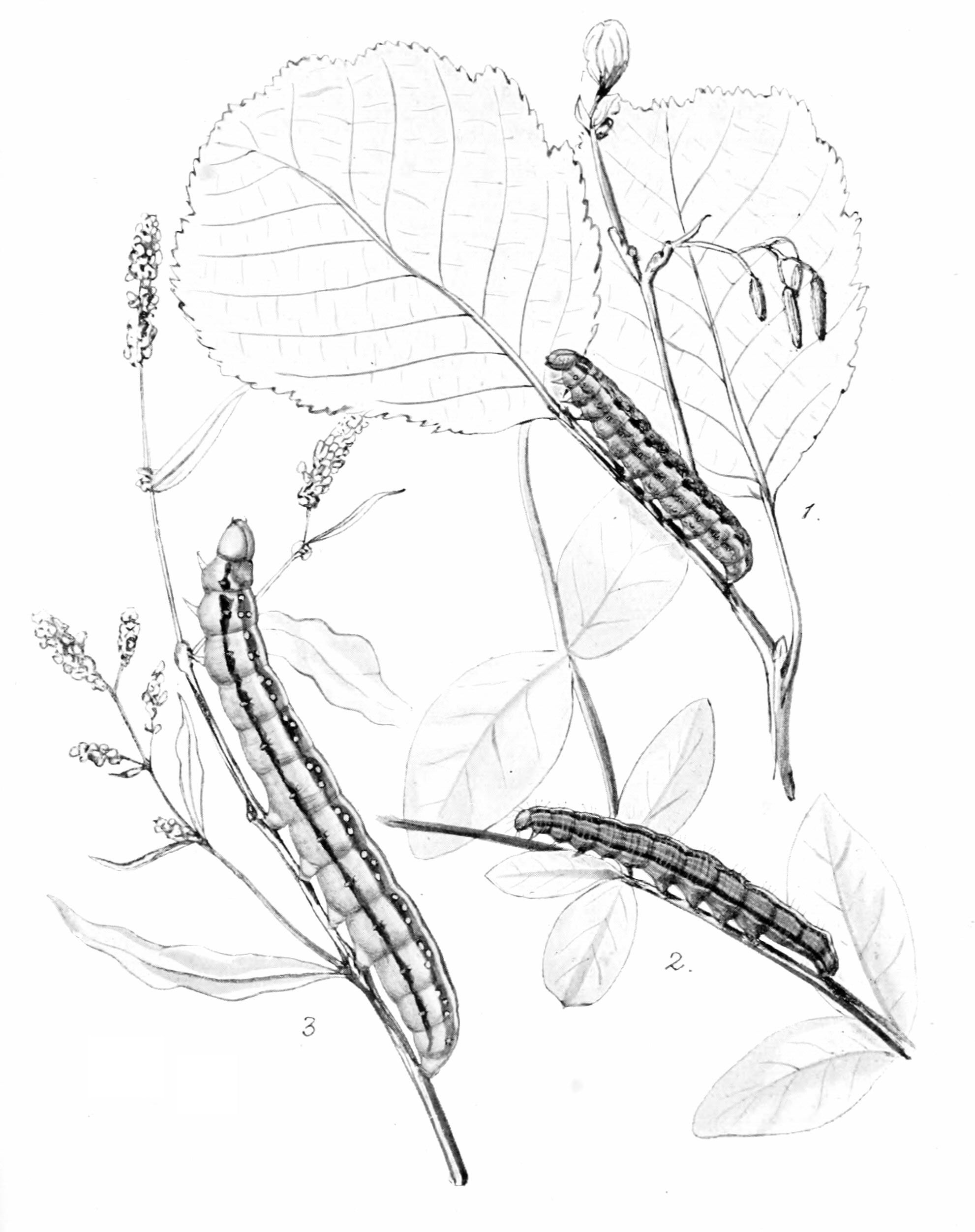